# Ringstraße

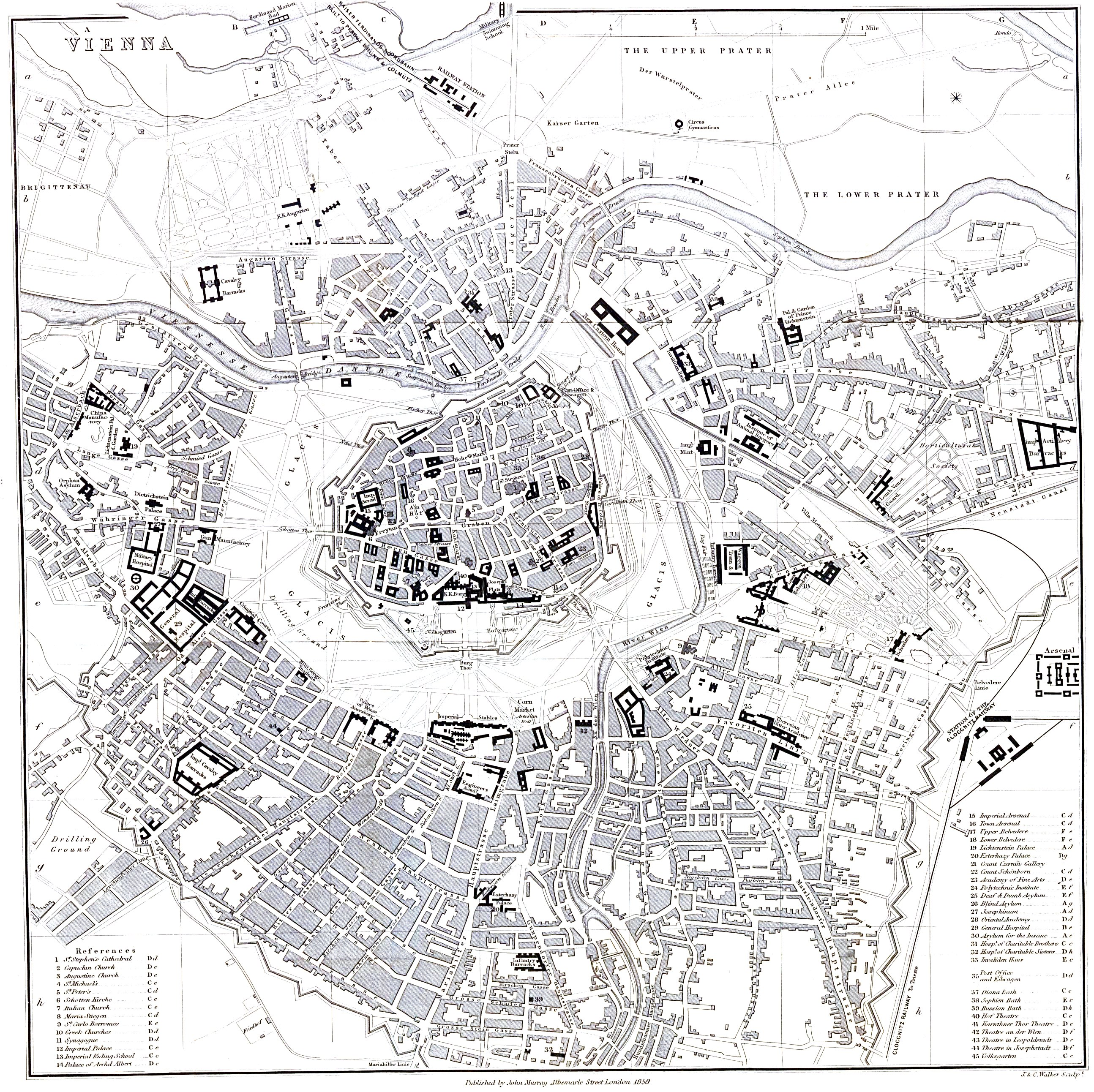
Plán Vídně před výstavbou Ringstraße

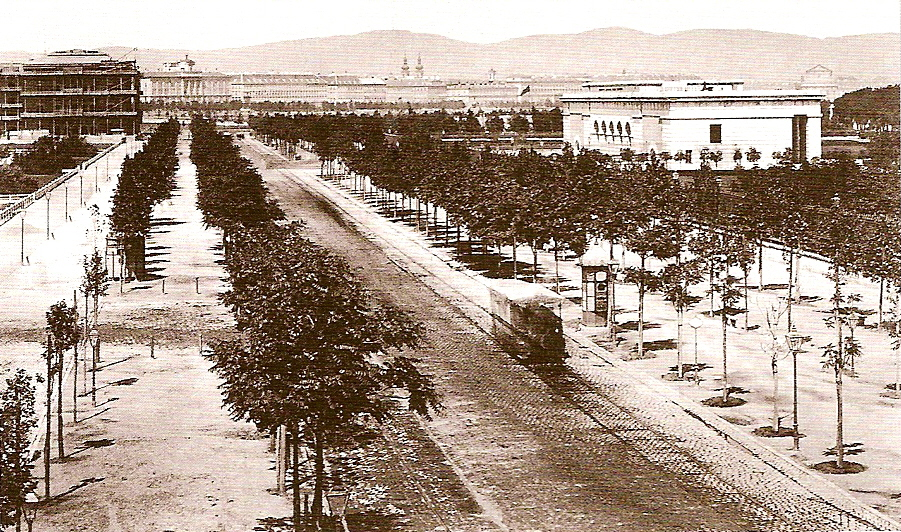
Burgring v roce 1872

Ringstraße (česky Okružní třída) či vídeňský Ring je okružní třída kolem Vnitřního města ve Vídni. Byla budována od 60. do 90. let 19. století v zóně městských hradeb, zbořených po roce 1857. Třída s přiléhajícími monumentálními stavbami představuje jednu z hlavních vídeňských pamětihodností. Její historizující sloh je někdy označován jako Ringstraßenstil. Délka třídy včetně navazujícího nábřeží činí 5.2 km.

## Historie
V polovině 50. let 19. století bylo konečně rozhodnuto o tom, že areály hradebních komplexů a tzv. glacisu (široký pás volných ploch před hradbami, který měl znemožnit krytí případným obléhatelům) přestanou být vojenským majetkem a vojenskou zónou a ihned poté byla z popudu císaře Františka Josefa I. vypsána architektonicko-urbanistická soutěž (1858), která byla obeslána 56 projekty. V soutěži zvítězil návrh architekta Ludwiga von Förstera a podle něho byla okružní třída také realizována. Nakonec vznikly dvě soustředné okružní třídy, k historickému jádru přiléhající Ringstraße neboli Ring („Prstenec“) a vzdálenější Gürtel („Pás“), svírající mezi sebou plochy zeleně a budovy. Téměř souběžně proběhla architektonická soutěž také v Brně za účasti prakticky týchž architektů. Na urbanisticko-architektonickou soutěž navazoval celý sled architektonických soutěží na jednotlivé budovy. Akce výstavby Ringstrasse je významným symbolem emancipace, liberalizace, demokratizace a modernizace společnosti. Vtiskla základní rysy několika městům, zejména Vídni, Brnu a Štýrskému Hradci a je jednou z nejvýznamnějších událostí dějin architektury a stavby měst 19. století v celosvětovém kontextu.
V letech 1859–1888 vznikla v místech hradeb široká ulice, obepínající na půdorysu nepravidelného šestiúhelníku historické centrum.
Po celé délce Ringu je provozována tramvajová doprava, na nábřeží Franz-Josefs-Kai je provozováno metro.
Princip okružní třídy na místě zbořených hradeb byl (alespoň částečně) uplatněn ve více městech bývalého Rakouska-Uherska.

## Členění
Části Ringstraße (po směru hodinových ručiček) s významnými stavbami:
- Julius-Raab-Platz – Urania
- Stubenring – budova vlády, Muzeum užitého umění
- Parkring – městský park
- Schubertring
- Schwarzenbergplatz
- Kärntner Ring
- Opernring – Státní opera
- Burgring – neuskutečněné Císařské fórum, zahrnující mj. Hofburg
- Dr.-Karl-Renner-Ring – parlament
- Dr.-Karl-Lueger-Ring – Nová radnice, Dvorní divadlo (Burgtheater), Univerzita
- Schottenring – Burza, Ringturm

Okruh uzavírá Franz-Josefs-Kai (nábřeží Františka Josefa) podél Dunajského kanálu.

## Fotogalerie

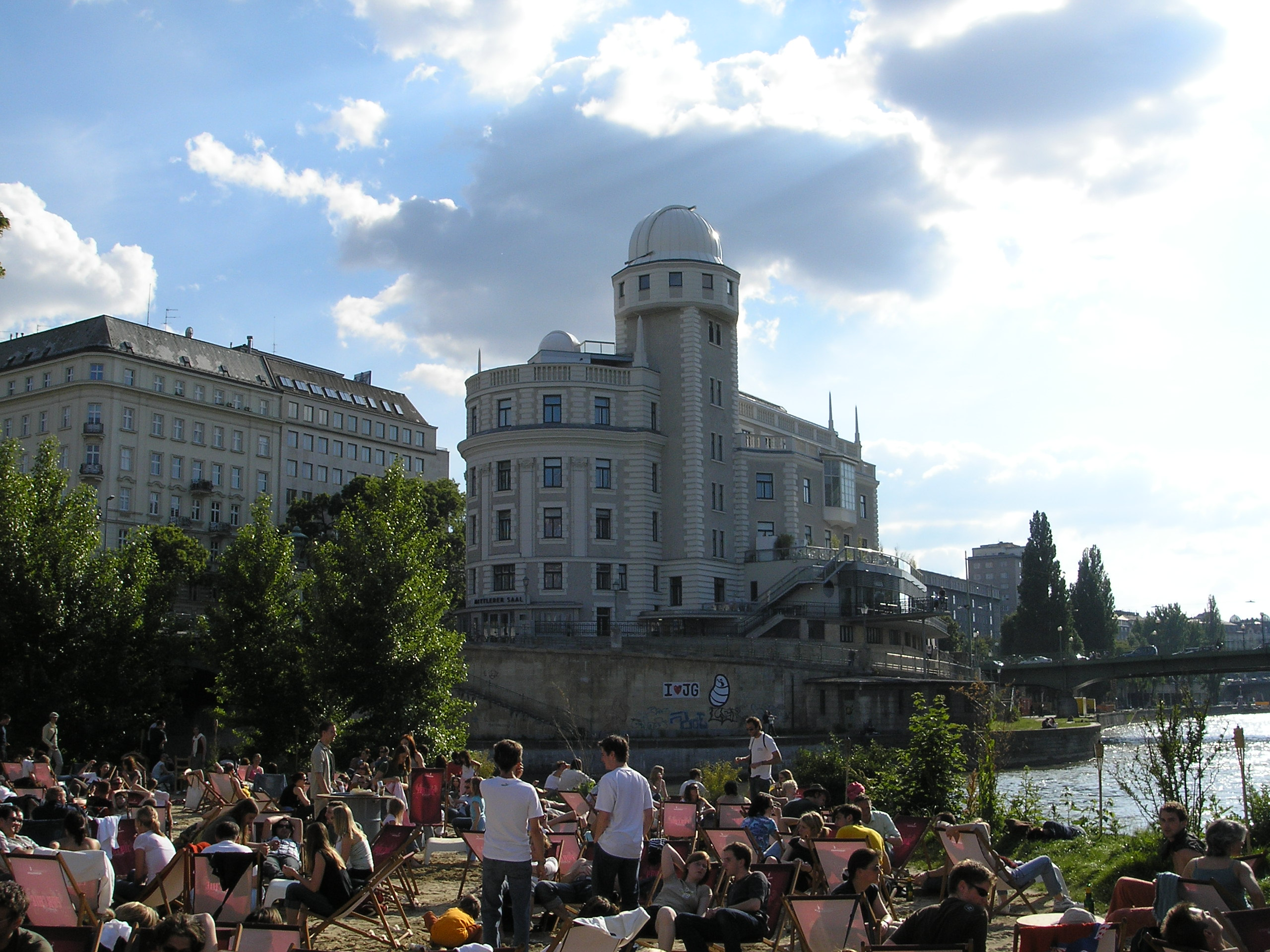
Urania
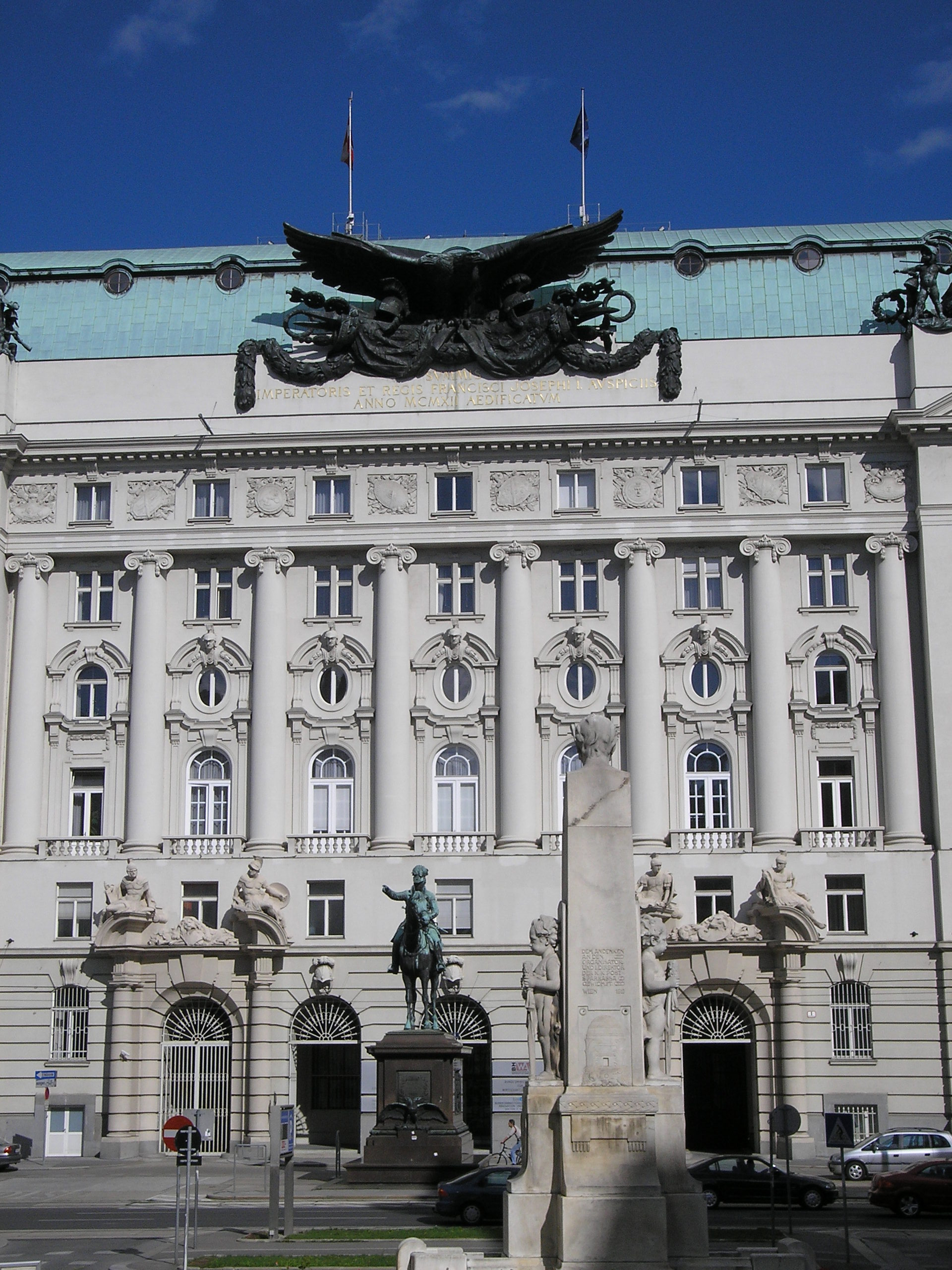
Budova vlády (Regierungsgebäude)
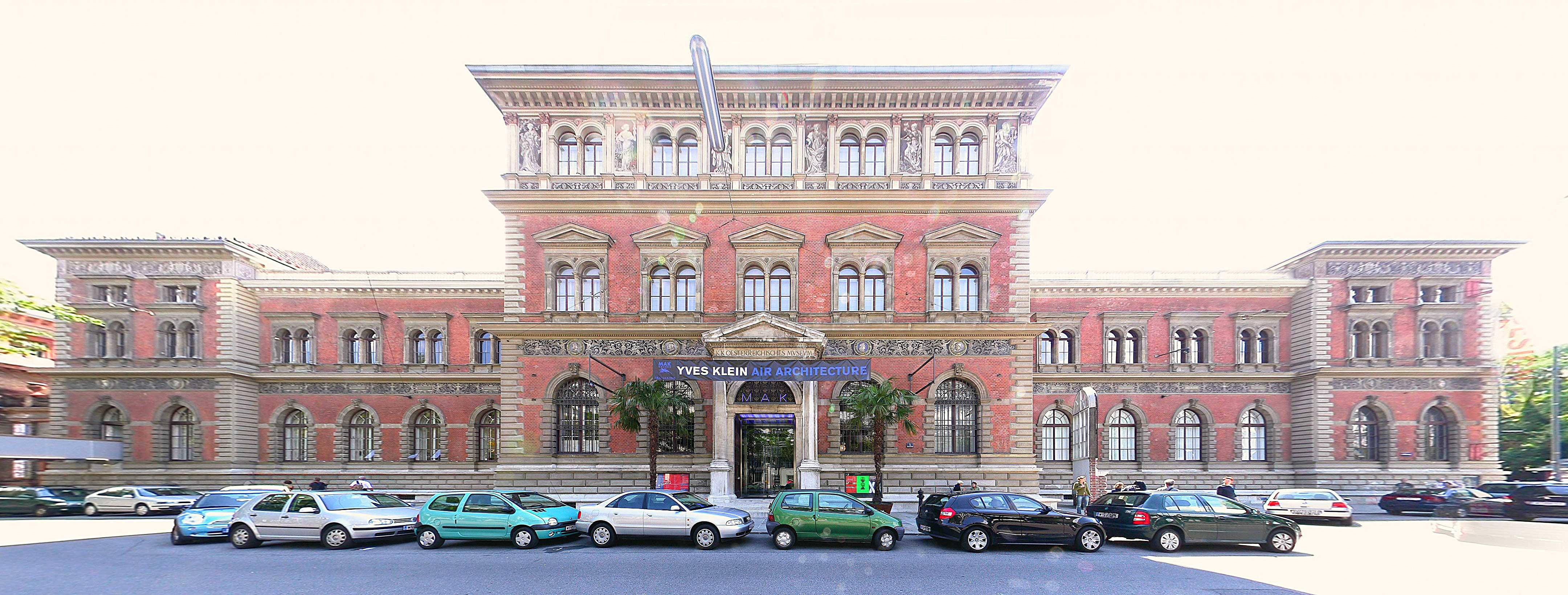
Muzeum užitého umění (Museum für angewandte Kunst)
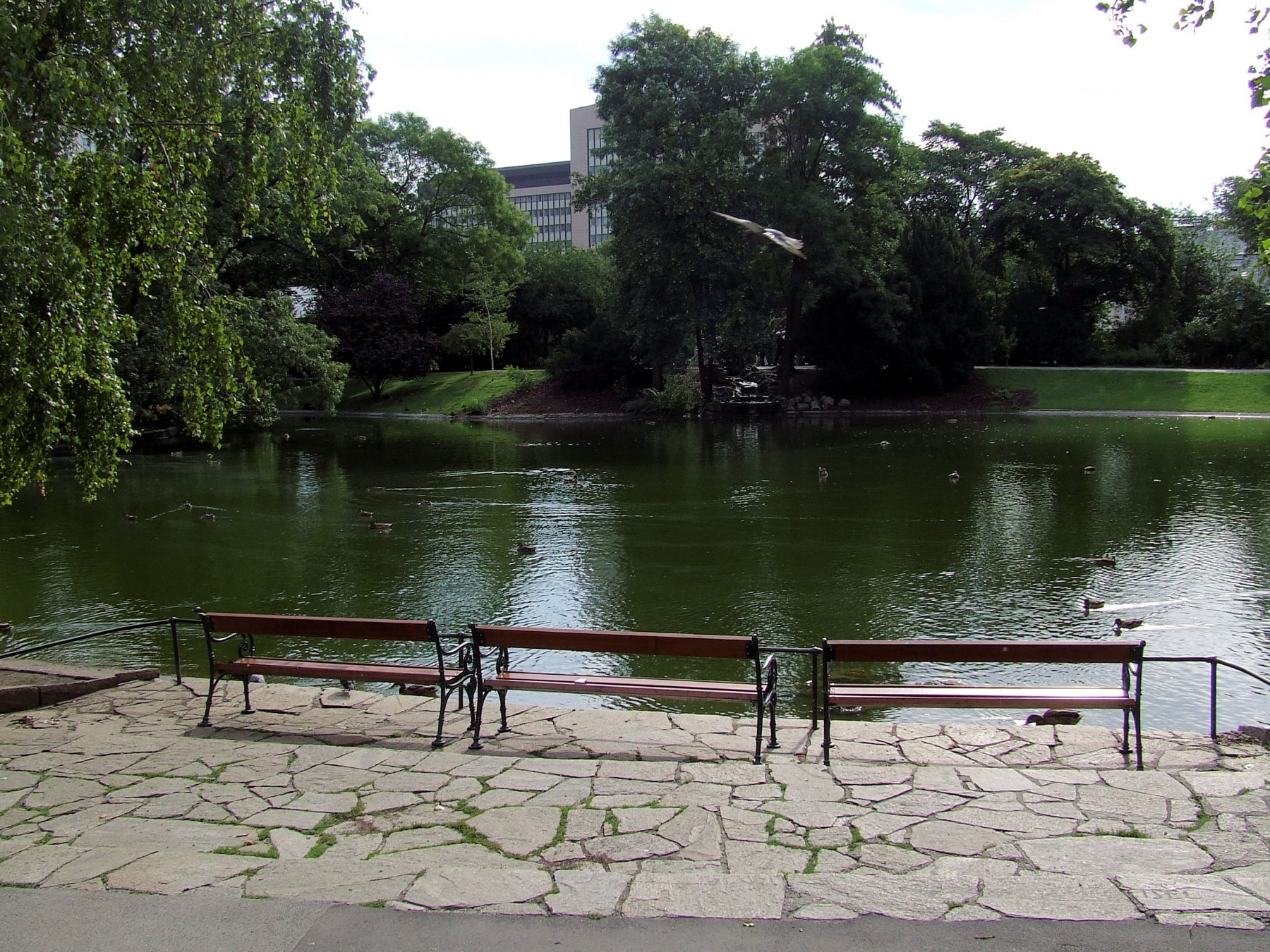
Městský park (Stadtpark)
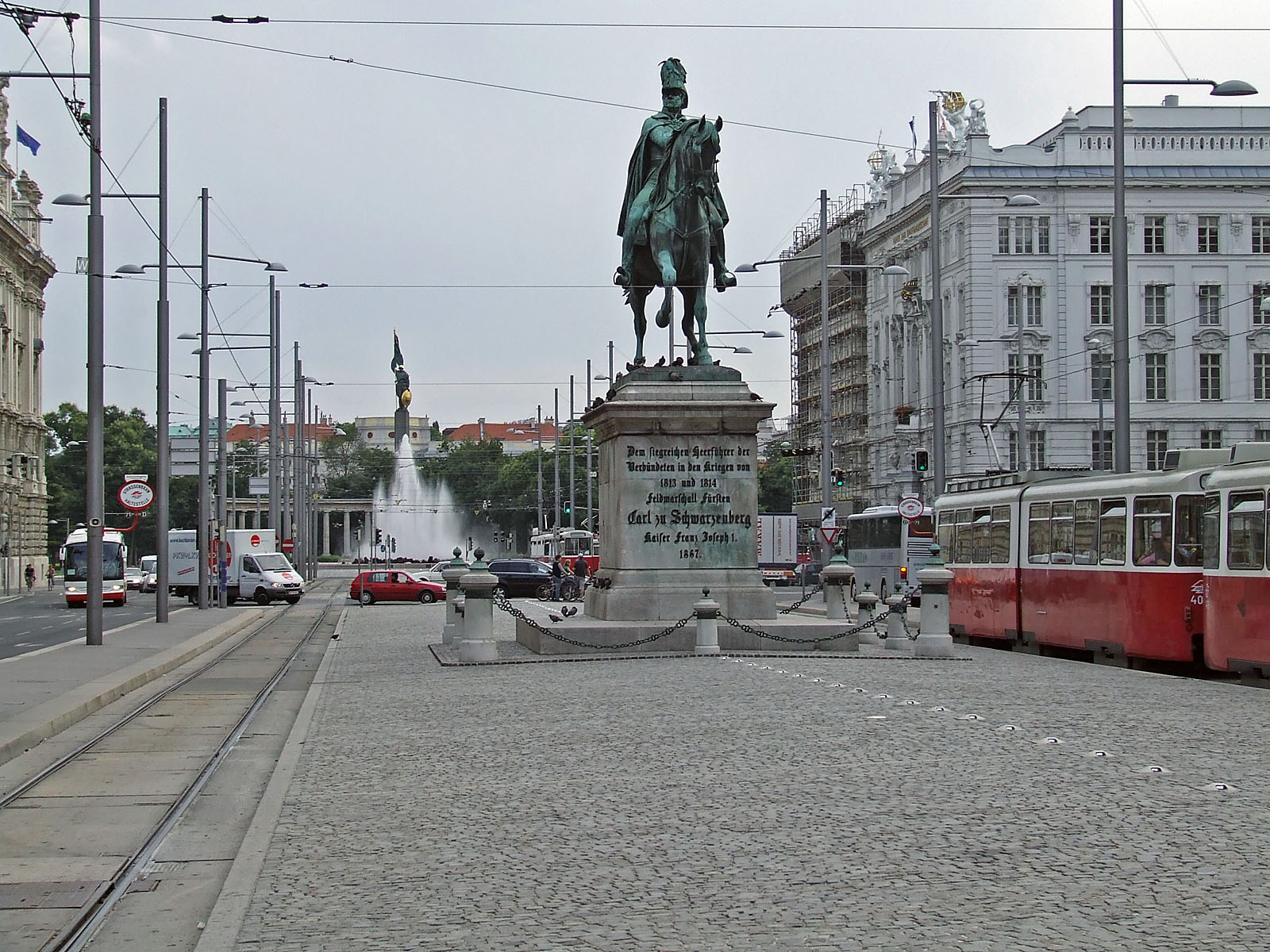
Schwarzenbergplatz

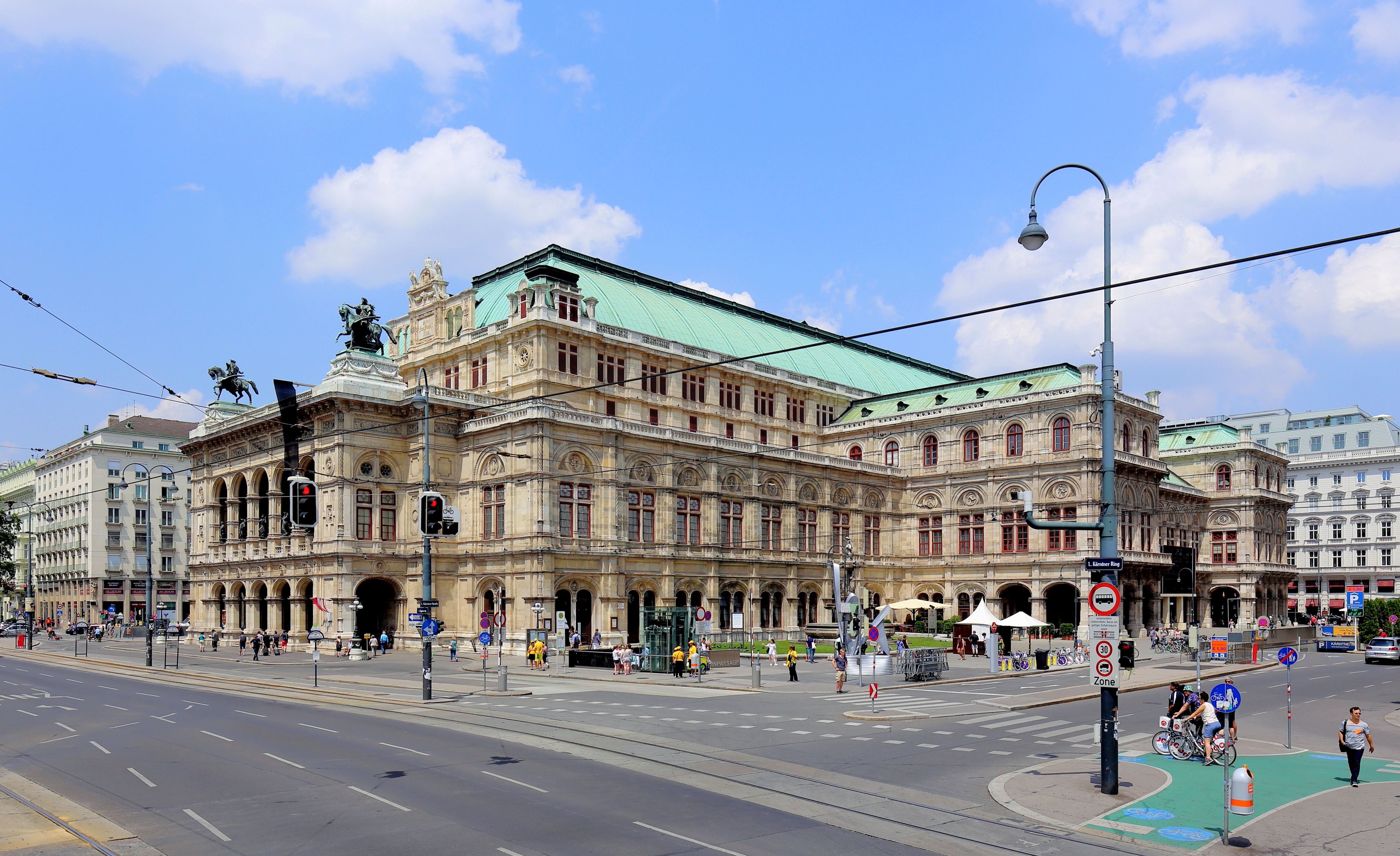
Státní opera (Staatsoper)
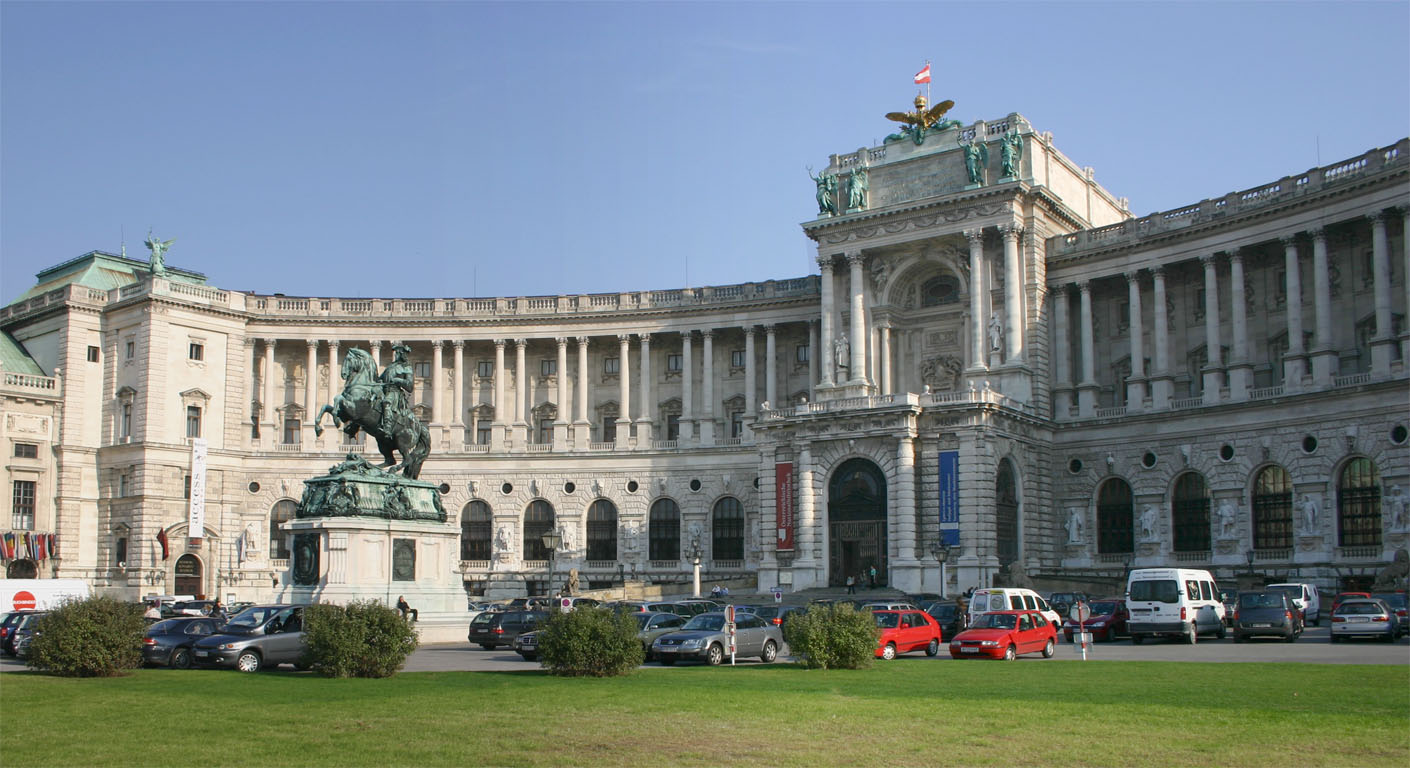
Nový hrad (Neue Burg), součást Dvorního hradu (Hofburgu) (Náměstí hrdinů)
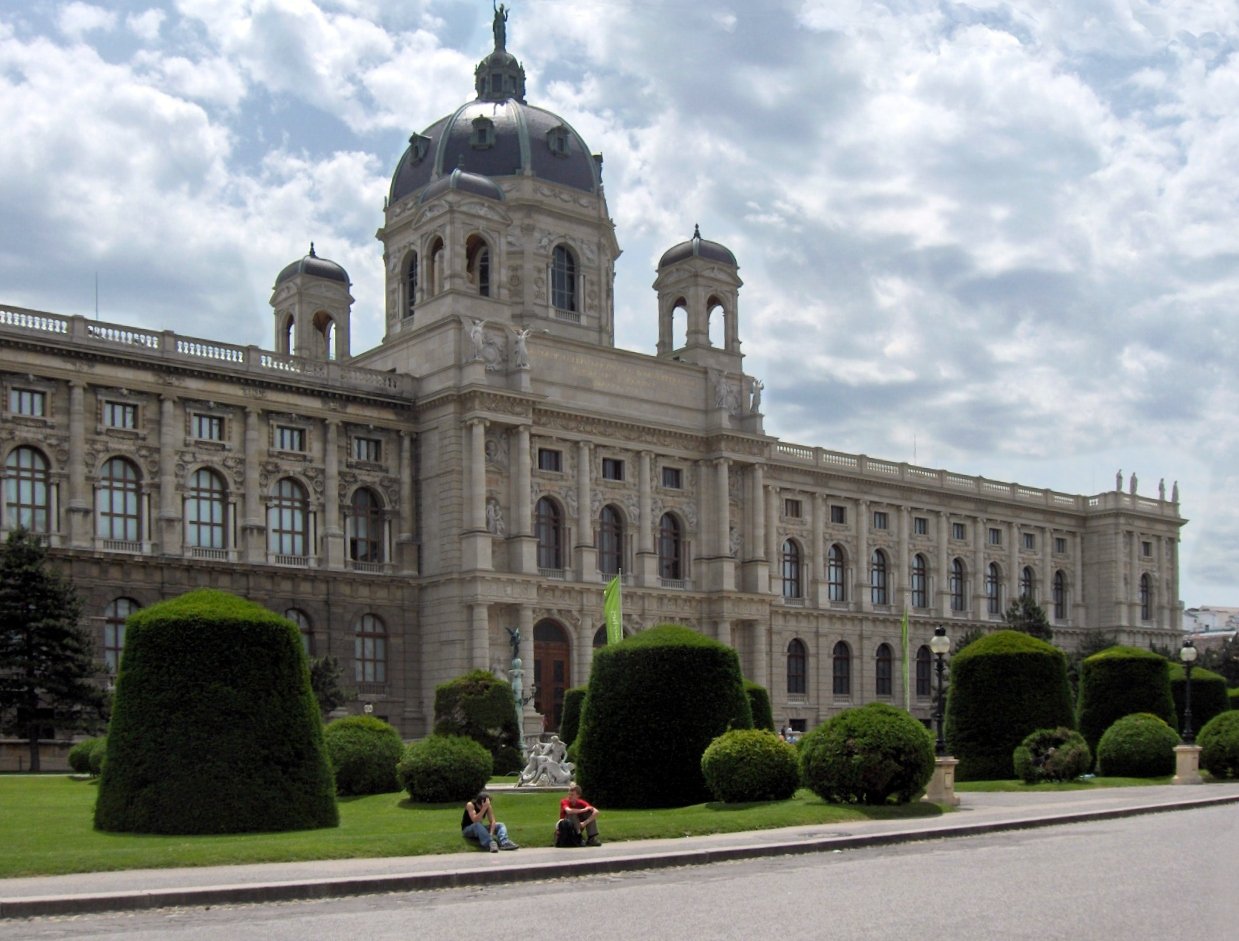
Uměleckoprůmyslové muzeum (Kunsthistorisches Museum) naproti Hofburgu
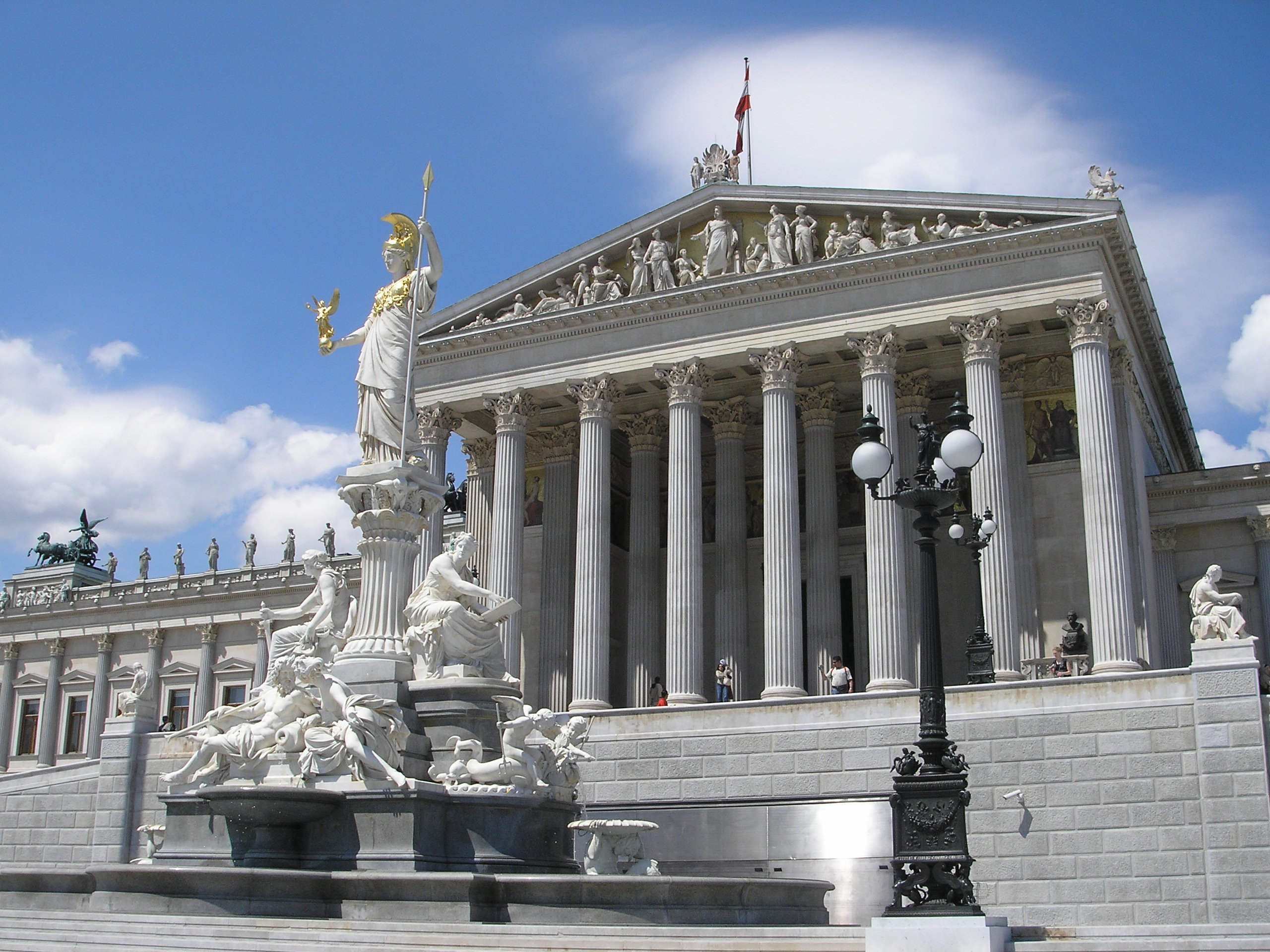
Parlament
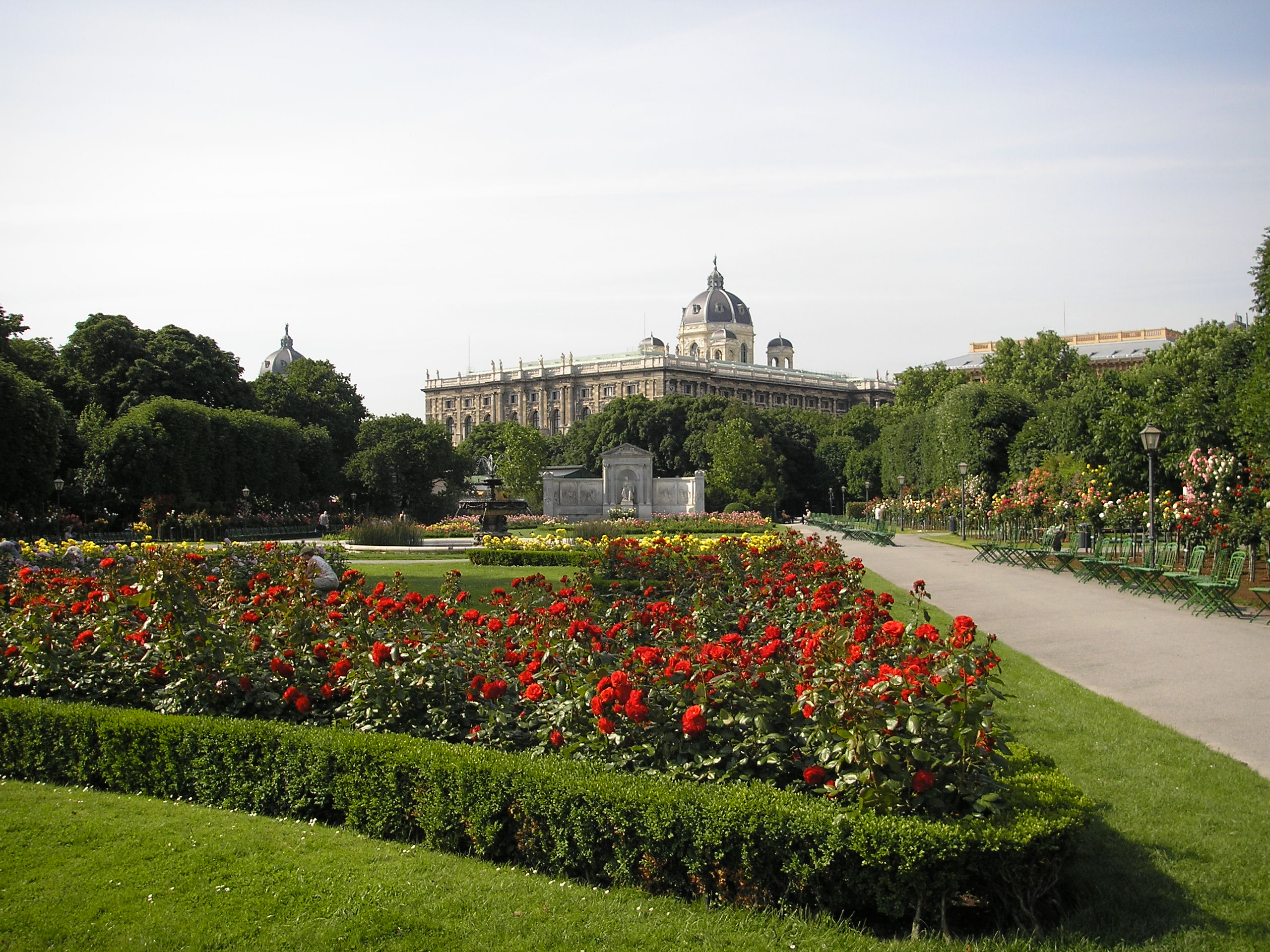
Lidové sady (Volksgarten)

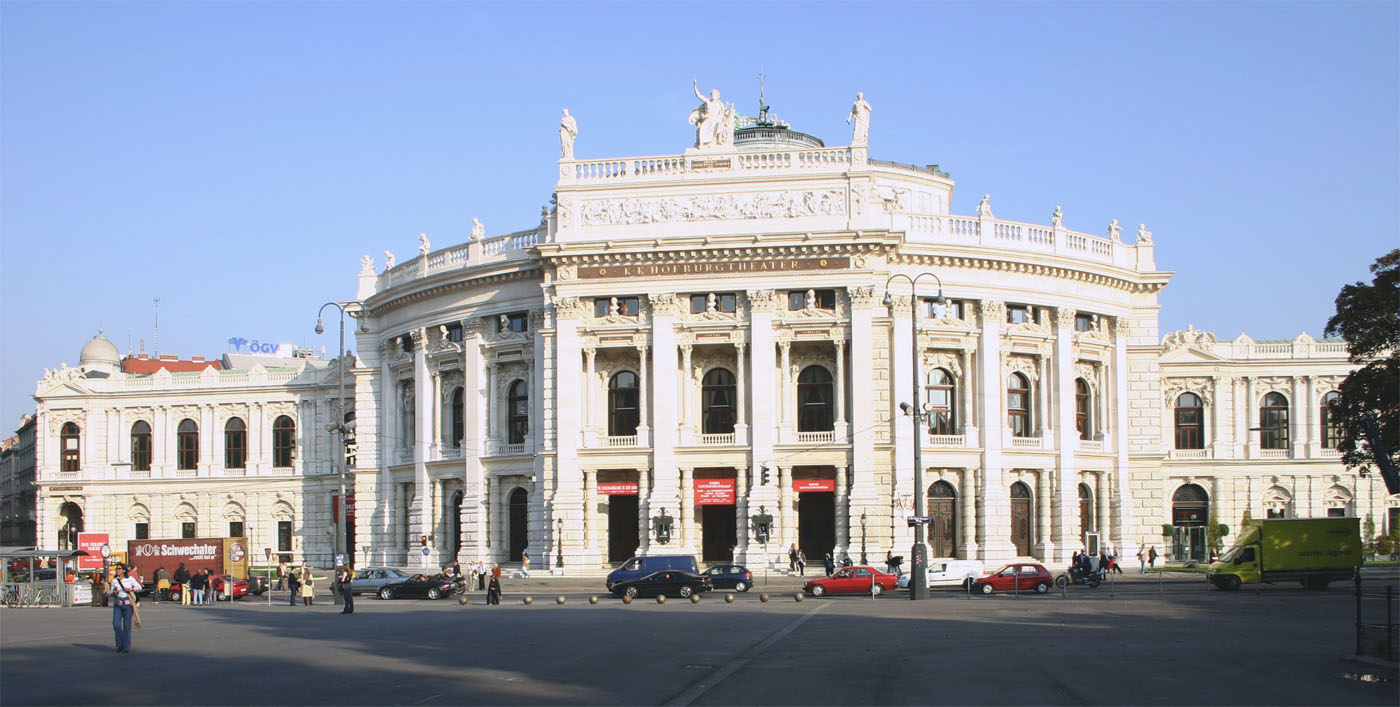
Dvorní divadlo ((Hof)burgtheater)
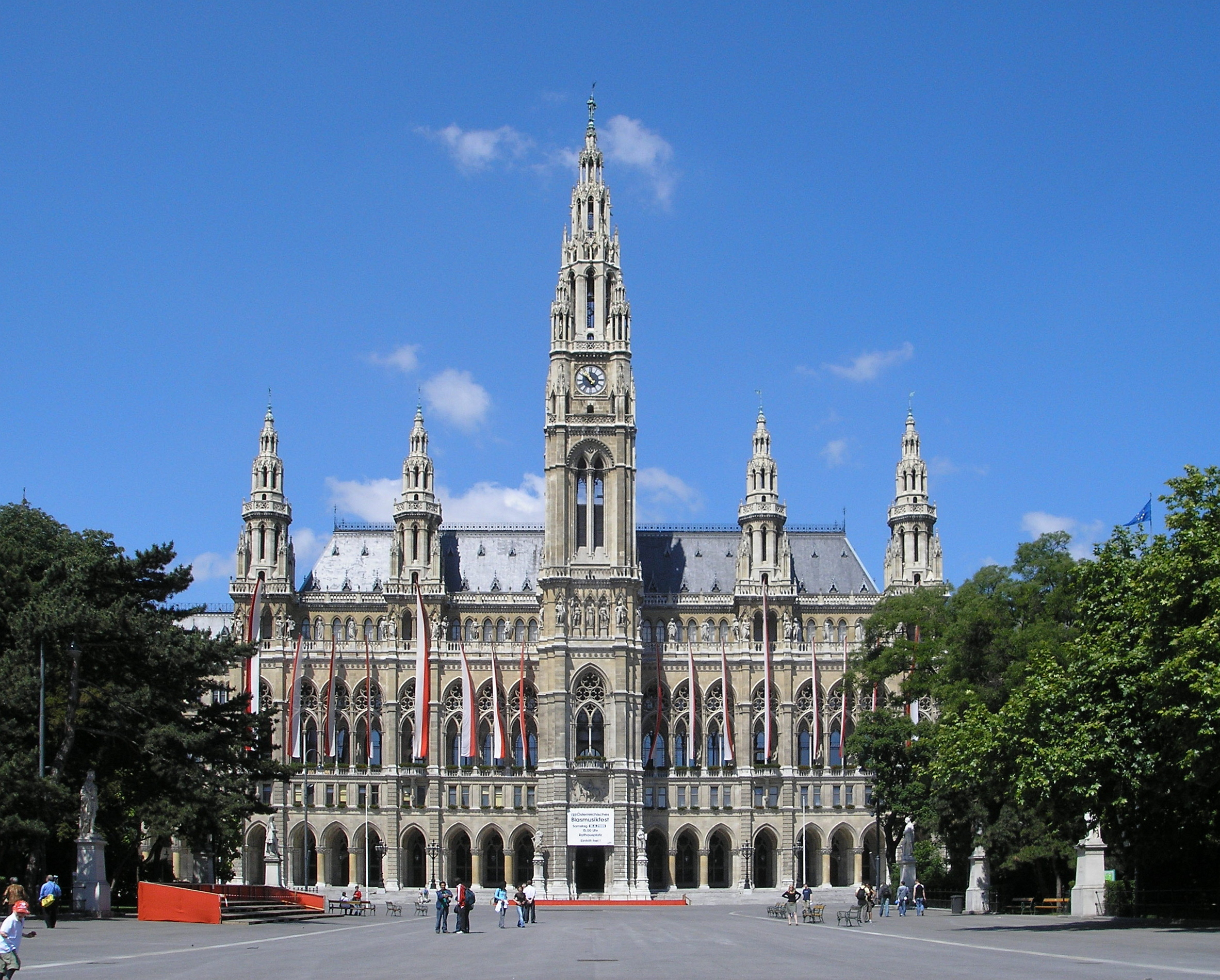
Nová radnice (Neues Rathaus)
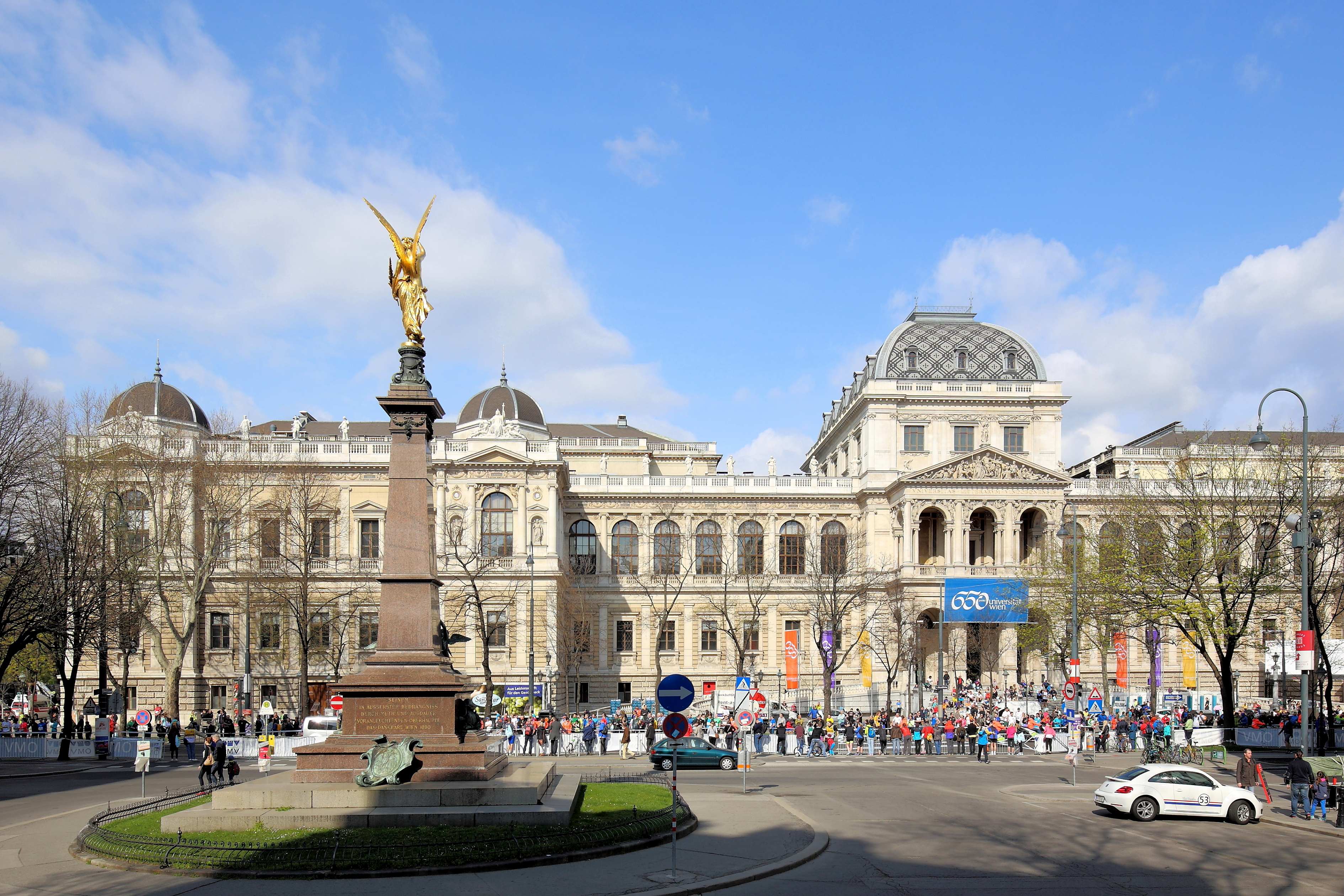
Univerzita (Universität)
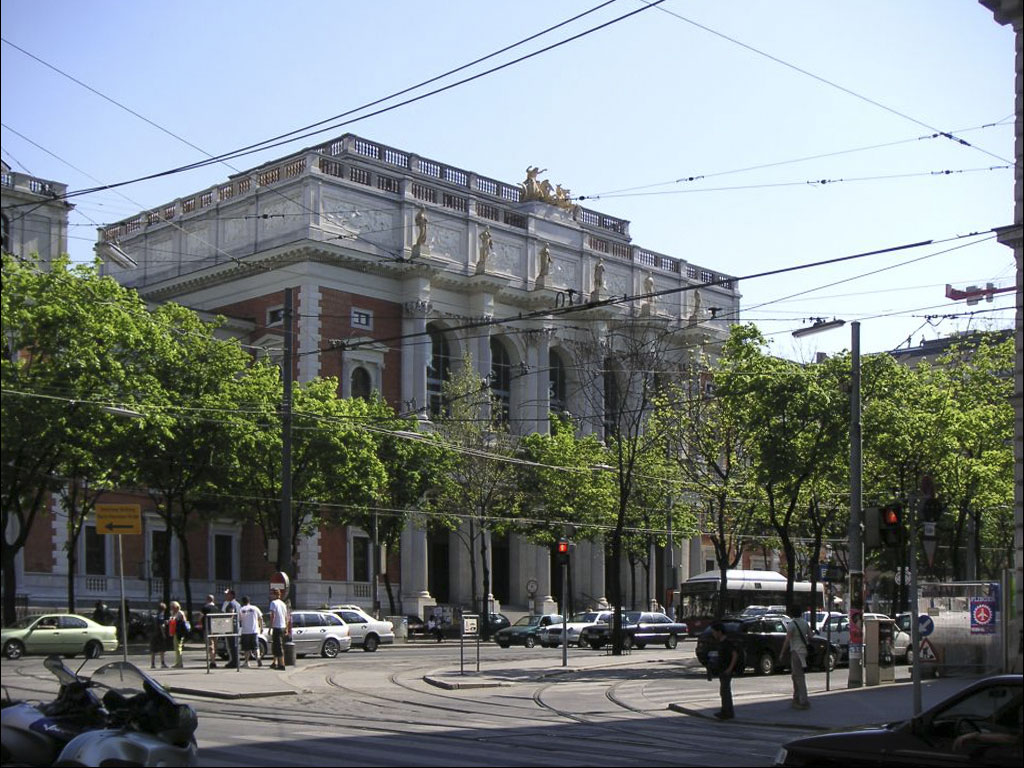
Burza (Börse)
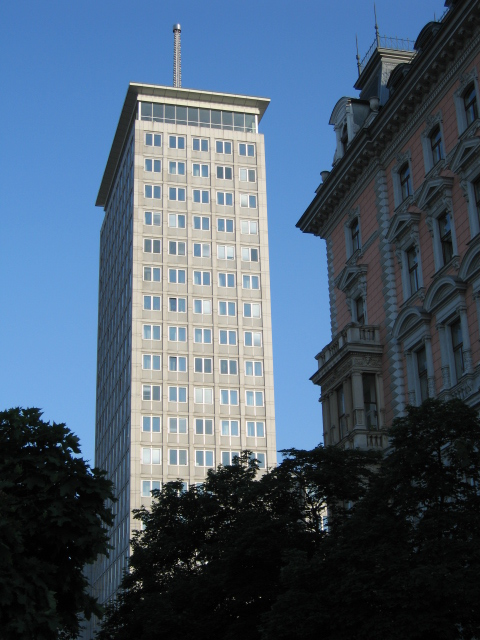
Ringturm